# 2678 Aavasaksa
Aavasaksa (asteróide 2678) é um asteróide da cintura principal, a 2,0660759 UA. Possui uma excentricidade de 0,0860027 e um período orbital de 1 241,33 dias (3,4 anos).
Aavasaksa tem uma velocidade orbital média de 19,81034587 km/s e uma inclinação de 3,44569º.
Este asteróide foi descoberto em 24 de Fevereiro de 1938 por Yrjö Väisälä.